# Fredson Camara
Fredson Camara Pereira (Curitiba, 22 de febrero de 1981) es un exfutbolista brasileño. Jugaba de centrocampista y su primer equipo fue Paraná Clube.

## Clubes
| Club                     | País   | Año       |
| ------------------------ | ------ | --------- |
| Paraná Clube             | Brasil | 1998-2002 |
| R. C. D. Espanyol        | España | 2002-2008 |
| São Paulo F. C. (cedido) | Brasil | 2007      |
| Goiás E. C.              | Brasil | 2008      |
| Avaí F. C.               | Brasil | 2009-2010 |
| Ceilândia E. C.          | Brasil | 2011      |
| Cuiabá E. C.             | Brasil | 2012      |
| Iporá E. C.              | Brasil | 2012-2013 |
| Vila Nova F. C.          | Brasil | 2013      |
| Ceilândia E. C.          | Brasil | 2014      |

## Palmarés

### Títulos nacionales
| Título                          | Club              | País   | Año  |
| ------------------------------- | ----------------- | ------ | ---- |
| Campeonato Brasileño de Serie B | Paraná Clube      | Brasil | 2000 |
| Copa del Rey                    | R. C. D. Espanyol | España | 2006 |
| Campeonato Brasileño de Serie A | São Paulo F. C.   | Brasil | 2007 |